# Aqua (musikalbum)
Aqua är det progressiva rockbandet Asias fjärde studioalbum, utgivet 1992.
Albumet var Asias första med helt nytt material på sju år och gruppen hade en delvis ny uppsättning. Sångaren och basisten John Payne medverkade här för första gången, han skulle sedan komma att ha en central roll i bandet fram till återföreningen av originaluppsättningen 2006. Även gitarristen Al Pitrelli, som tidigare spelat med Alice Cooper, var ny. Steve Howe hade lämnat bandet, men återkom som gäst på flera av låtarna.

## Låtlista
1. "Aqua, Pt. 1" (Geoffrey Downes/Steve Howe/John Payne) - 2:27
2. "Who Will Stop the Rain?" (Geoffrey Downes/Johnny Warman/Jane Woolfenden) - 4:35
3. "Back in Town" (Geoffrey Downes/John Payne) - 4:09
4. "Love Under Fire" (Geoffrey Downes/Greg Lake) - 5:15
5. "Someday" (Geoffrey Downes/Johnny Warman) - 5:48
6. "Little Rich Boy" (Geoffrey Downes/John Payne) - 4:37
7. "The Voice of Reason" (Geoffrey Downes/John Payne) - 5:37
8. "Lay Down Your Arms" (Geoffrey Downes/Grant Hart/John Payne) - 4:14
9. "Crime of the Heart" (Geoffrey Downes/Johnny Warman) - 5:57
10. "A Far Cry" (Geoffrey Downes/Grant Hart/Mitchell/John Payne) - 5:30
11. "Don't Call Me" (Geoffrey Downes/Johnny Warman) - 4:55
12. "Heaven on Earth" (Andy Nye/John Payne) - 4:54
13. "Aqua, Pt. 2" (Geoffrey Downes/John Payne) - 2:14